# Герич, Александр
Александр Герич (словац. Alexander Gerič; 30 января 1920, Словенски-Медер — 29 августа 1944, около Ладце) — словацкий лётчик Второй мировой войны. Участвовал во Второй мировой войне, отметился 9 победами. В числе сбитых им самолётов:
- 2 штурмовика Ил-2
- 2 бомбардировщика Boston Mk I
- 2 бомбардировщика Boston Mk III
- 1 истребитель P-39 Airacobra
- 1 истребитель ЛаГГ-3
- 1 истребитель Supermarine Spitfire

В 1944 году Герич перелетел за линию фронта и сдался советским войскам, после чего был зачислен в советские ВВС. Пройдя краткий курс разведывательных полётов, в июле отправился на помощь словацким партизанам в Центральную Словакию, но был арестован и брошен в тюрьму Братиславы. По личной инициативе Фердинанда Чатлоша был освобождён и попытался снова установить контакт с советскими частями. В августе 1944 года с лейтенантом Шингляром вылетел на самолёте Praga E-39 в сторону аэродрома «Три Дуба», но недалеко от деревни Ладце его самолёт разбился.